# Marja Helander
Pour les articles homonymes, voir Helander.
Marja Helander, née le 29 août 1965 à Helsinki, est une vidéaste, photographe finlandaise d'origine samie.

## Biographie
Marja Helander est née à Helsinki, en Finlande, où elle vit et travaille toujours. Sa mère est finlandaise et son père est un Sami d'Utsjoki. Bien que Marja Helander ait grandi à Helsinki, elle passait ses vacances dans la famille de son père à Utsjoki.
De 1985 à 1986, Helander a étudié à l'université d'Helsinki. En 1986, elle commence à étudier la peinture à l'école d'art de Liminka. En 1988, elle est diplômée de l'école d'art de Liminka et commence à étudier les arts visuels à l'Institut des beaux-arts de Lahti, d'où elle sort diplômée en 1992. Elle étudie ensuite la photographie à l'Académie des beaux-arts d'Helsinki, en Finlande, et obtient son diplôme en 1999. Helander ayant appris le finnois et non le sami à la maison, elle déménage à Inari pour étudier la langue et la culture samie à l'Institut d'éducation samie (Sami du Nord : Sámi oahpahusguovddáš).

## Récompenses
- Prix Risto Jarva
- Médaille Pro Finlandia